# Александър Несмеянов
Александър Николаевич Несмеянов (9 септември 1899 – 17 януари 1980) – руски химик органик, академик – 1943 г., герой на социалистическия труд през 1969 г., почетен чуждестранен член на БАН – 1952 г. Председател на Академията на науките на СССР от 1951 до 1961 г. Член на КПСС от 1944 г. Работи върху органометални съединения. През 1929 г. предлага диазометода за синтеза на органоживачни и др. съединения. Носител е на Държавна награда на СССР през 1943 г. и на Ленинска награда през 1966 г.